# Índice de Desenvolvimento da Educação Básica

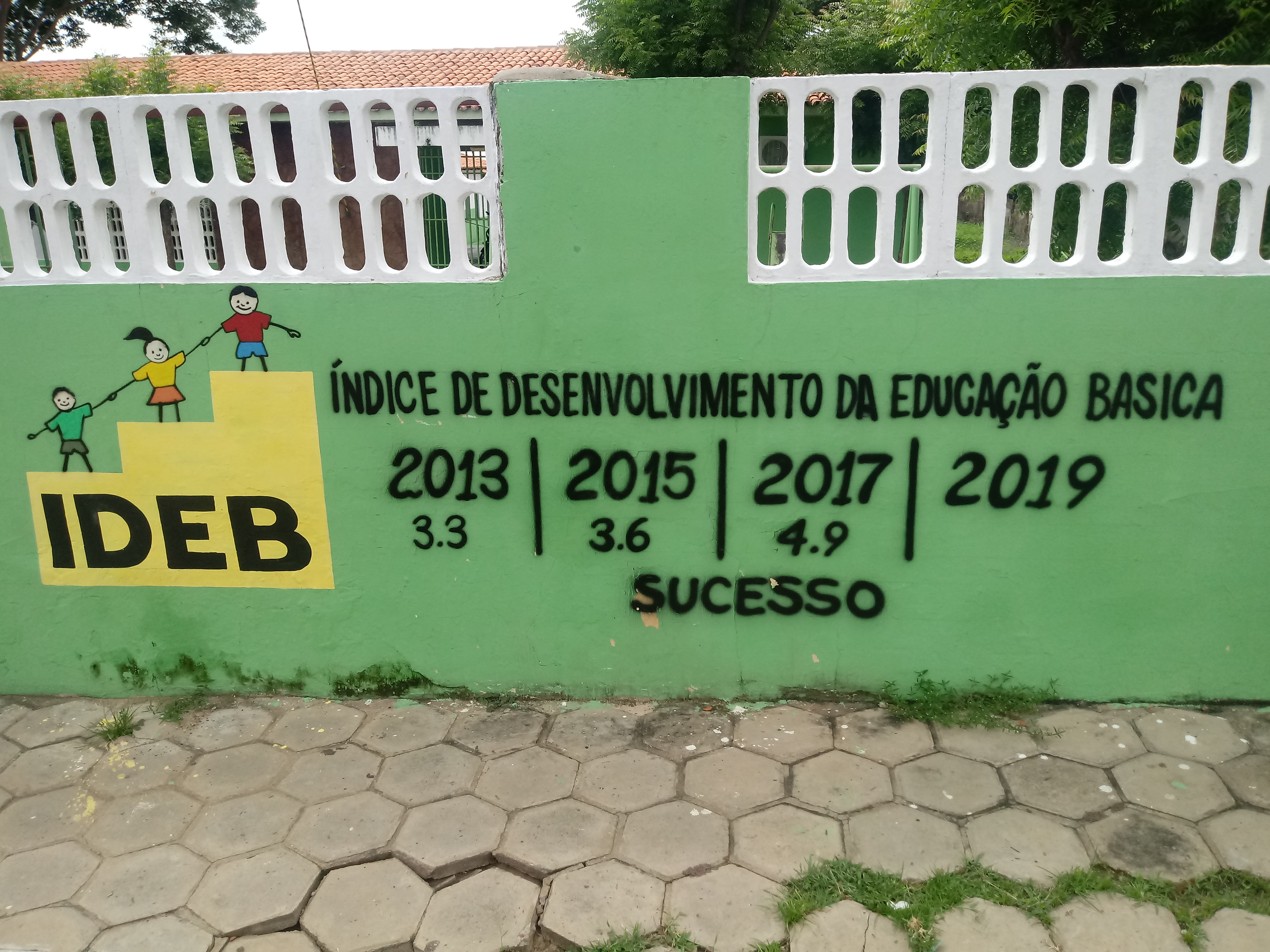
Imagem sobre o Índice de Desenvolvimento da Educação Básica no muro da rua em uma escola em Campo Maior, no Piauí

O Índice de Desenvolvimento da Educação Básica (Ideb) é um indicador criado pelo governo federal para medir a qualidade do ensino nas escolas públicas. O último IDEB, realizado em 2023, declara a nota do Brasil sendo 6,0 nos anos iniciais, 5,0 nos anos finais do ensino fundamental e 4,3 no ensino médio.

## Dados
O Ideb foi criado em 2007 pelo Instituto Nacional de Estudos e Pesquisas Educacionais Anísio Teixeira (INEP) no âmbito do Plano de Desenvolvimento da Educação para medir a qualidade de ensino no território nacional.

### Cálculo
O índice é calculado através do rendimento escolar (aprovação e evasão) no Sistema Nacional de Avaliação da Educação Básica (Saeb) e na Avaliação Nacional do Rendimento Escolar (Anresc).

### Meta
O Ideb é medido a cada dois anos e apresentado numa escala que vai de zero a dez. A meta é alcançar o índice 6, o mesmo resultado obtido pelos países da Organização para a Cooperação e Desenvolvimento Económico (OCDE), quando se aplica a metodologia do Ideb em seus resultados educacionais. 6,0 foi a nota obtida pelos países que ficaram entre os 20 mais bem colocados do mundo. Mais precisamente, a meta do governo federal é de que a nota média da Educação no Brasil seja igual ou superior a 6, até 2022. No total, o Ideb estabelece notas para 46 mil escolas públicas do país e, considerando os resultados, aponta quais escolas precisam de investimentos e cobra resultados. Para uma escola ser considerada de bom nível, ela precisa ter uma nota igual ou maior a 6. Ferramentas permitem que a população tenha acesso à nota do Ideb de cada escola das regiões e estados brasileiros.

### Divulgação
Divulgado a cada dois anos, não existe uma data compromisso para a divulgação. A cada ano é divulgado em uma data diferente.
- 2007 - junho de 2008;
- 2009 - julho de 2010;
- 2011 - 14 de agosto de 2012;
- 2013 - 5 de setembro de 2014;
- 2015 - 8 de setembro de 2016;
- 2017 - 3 de setembro de 2018;
- 2019 - 15 de setembro de 2020.

## Resultados alcançados
Os resultados abaixo são de abrangência nacional e englobam tanto as escolas públicas quanto as privadas.
| Ano  | Ensino Fundamental | Ensino Fundamental | Ensino Médio |
| Ano  | Anos Iniciais      | Anos Finais        | Ensino Médio |
| ---- | ------------------ | ------------------ | ------------ |
| 2005 | 3,8                | 3,5                | 3,4          |
| 2007 | 4,2                | 3,8                | 3,5          |
| 2009 | 4,6                | 4,0                | 3,6          |
| 2011 | 5,0                | 4,1                | 3,7          |
| 2013 | 5,2                | 4,2                | 3,7          |
| 2015 | 5,5                | 4,5                | 3,7          |
| 2017 | 5,8                | 4,7                | 3,8          |
| 2019 | 5,9                | 4,9                | 4,2          |
| 2021 | 5,8                | 5,1                | 4,2          |
| 2023 | 6,0                | 5,0                | 4,3          |